# Canton de Saint-Étienne-Sud-Est-1
Le canton de Saint-Étienne-Sud-Est-1 est une ancienne division administrative française située dans le département de la Loire et la région Rhône-Alpes.

## Histoire
Canton créé en 1860 (loi du 9 mai 1860) (division des deux anciens cantons qui disparaissent).

## Représentation

### Conseillers généraux de l'ancien canton deSaint-Étienne-Sud-Est (de 1861 à 1973)
| Période | Période          | Identité                                             | Étiquette        | Qualité |
| ------- | ---------------- | ---------------------------------------------------- | ---------------- | --- |
| 1861    | 1871             | Félix de Bouchaud                                    |                  | Directeur des usines de Terrenoire Ancien Président de la Chambre de commerce de Saint-Étienne                                                                                |
| 1871    | 1878 (démission) | Émile Crozet-Fourneyron                              | Républicain      | Ingénieur-mécanicien, conseiller d'arrondissement Député (1876-1881 et 1885-1889) Sénateur (1897-1906)                                                                        |
| 1878    | 1889             | Jean-Claude Crozet-Boussingault (frère du précédent) | Républicain      | Propriétaire d'une fonderie Maire du Chambon-Feugerolles (1878-1882, 1883-1884 et 1890-1892)                                                                                  |
| 1889    | 1895             | Francisque Voytier                                   | Républicain      | Fabricant d'armes vice-président du Conseil d'administration des Hospices |
| 1895    | 1901             | Pierre Colombet                                      | Socialiste       | Journaliste à Saint-Étienne |
| 1901    | 1907             | Pierre Soulageon                                     | Socialiste (POF) | Ouvrier plâtrier |
| 1907    | 1932 (décès)     | Antoine Durafour                                     | Rad.             | Avocat à Saint-Étienne Député (1910-1932) Ministre (1925-1926) Président du Conseil général (1920-1930)                                                                       |
| 1932    | 1937             | Robert Aulagnier                                     | Union nationale  | Médecin, ancien interne des hôpitaux de Lyon |
| 1937    | 1940             | Benoît Vergé                                         | Rad.ind.         | Avocat à Saint-Étienne |
|         |                  |                                                      |                  | |
| 1943    | 1945             | Pierre Doron (1912-1998)                             |                  | Fabricant d'armes Conseiller d'arrondissement, maire de Rochetaillée Membre de la Commission administrative départementale (1940-1943) Nommé conseiller départemental en 1943 |
|         |                  |                                                      |                  | |
| 1945    | 1951             | Joseph Masson (1889-1969)                            | SFIO-UDSR        | Instituteur puis directeur d'école, ancien résistant, adjoint au maire de Saint-Étienne                                                                                       |
| 1951    | 1958             | Christophe Alexandre (1900-1978)                     | PCF              | Livreur de journaux, ancien résistant Conseiller municipal de Saint-Étienne                                                                                                   |
| 1958    | 1973             | Marie-Josèphe Dorne (1902-1987)                      | CNIP             | Infirmière à la Croix-Rouge Adjointe au Maire de Saint-Étienne (1953-1965) Elue en 1973 dans le Canton de Saint-Étienne-Sud-Est-2                                             |

### Conseillers d'arrondissement de Saint-Etienne Sud-Est (de 1861 à 1940)
| Période                                  | Période          | Identité                            | Étiquette           | Qualité |
| ---------------------------------------- | ---------------- | ----------------------------------- | ------------------- | --- |
| 1861                                     | 1867             | André Robin Châteauneuf (1819-1873) |                     | Maitre de forges à Saint-Étienne, fabricant d'enclumes à Valbenoite                                         |
| 1867                                     | 1871             | Émile Crozet-Fourneyron             | Républicain         | Conseiller municipal de Saint-Étienne                                                                       |
| 1871                                     | 1874             | M. Laforest                         | Républicain radical | Directeur du Crédit au Travail, conseiller municipal de Saint-Étienne (suspendu)                            |
| 1874                                     | 1880 (démission) | M. Verdelet                         |                     | Conseiller municipal de Saint-Étienne                                                                       |
| 1880                                     | 1889             | Noël Mazet                          | Opportuniste        | |
| 1889                                     | 1895             | André Chatrouilloux                 | Opportuniste        | Marchand de vins, adjoint au maire de Saint-Étienne                                                         |
| 1895                                     | 1898             | Jean Piger                          | Socialiste          | Adjoint au maire de Saint-Étienne                                                                           |
| 1898                                     | 1904             | Jacques Dupin                       |                     | Ancien maitre teinturier, conseiller municipal de Saint-Étienne                                             |
| 1904                                     | 1910             | M. Laurençon                        |                     | |
| 1910                                     | 1919             | Claudius Thévenet                   |                     | Entrepreneur en plâtrerie et en peinture                                                                    |
| 1919                                     | 1922             | Antoine Staron (1882-1963)          | Bloc des gauches    | Fabricant d'armes à Saint-Étienne, conseiller municipal de Saint-Étienne (1925-1935)                        |
| 1922                                     | 1928             | M. Chovet                           | PC-SFIC             | Conseiller municipal de Saint-Étienne                                                                       |
| 1928                                     | 1934             | Pierre Doron                        | Union républicaine  | Industriel à Saint-Étienne, maire de Rochetaillée                                                           |
| 1934                                     | 1940 (décès)     | Pierre Delzanno (1883-1940)         | Union nationale     | Ferblantier à Saint-Étienne                                                                                 |
| 1940                                     |                  |                                     |                     | Les conseils d'arrondissement ont été suspendus par la loi du 12 octobre 1940 et n'ont jamais été réactivés |
| Les données manquantes sont à compléter. |                  |                                     |                     | |

### Conseillers généraux de Saint-Etienne-Sud-Est-1 (1973 à 2015)
| Période | Période | Identité          | Étiquette    | Qualité |
| ------- | ------- | ----------------- | ------------ | --- |
| 1973    | 1976    | Suzanne Namy      | UDR          | Docteur en droit Chargée de cours de droit social à Saint-Étienne Député-suppléante de Lucien Neuwirth                                  |
| 1976    | 2001    | Bruno Vennin      | PS puis DVG  | Sociologue, maître de recherches au CNRS Député (1981-1986), adjoint au maire de Saint-Étienne (1977-1983)                              |
| 2001    | 2008    | Annie Domenichini | RPR puis UMP | Sage-femme, conseillère municipale de Saint-Étienne Vice-Présidente du Conseil Général Suppléante du député Christian Cabal (2002-2007) |
| 2008    | 2015    | Joseph Ferrara    | PS           | Administrateur de société Adjoint au Maire de Saint-Étienne (2008-2014)                                                                 |

## Composition
- Le canton de Saint-Étienne-Sud-Est était composé :

Des bureaux de Saint-Étienne-Est (rue Michelet, rue des Francs-Maçons, rue Dormand, rue Gaspard-Monge, rue des Passementiers, place Jules Ferry, cours Fauriel, Villebœuf le Haut). De la commune de Rochetaillée.
- Le canton de Saint-Étienne-Sud-Est-1 se composait d’une fraction de la commune de Saint-Étienne[7]. Il comptait 24 054 habitants (population municipale) au 1er janvier 2012.

| Nom                       | Code Insee | Intercommunalité        | Population (dernière pop. légale)                |
| ------------------------- | ---------- | ----------------------- | ------------------------------------------------ |
| Saint-Étienne (chef-lieu) | 42218      | Saint-Étienne Métropole | Fraction : 24 054(2012) Commune : 170 761 (2014) |

## Démographie
| 1962 | 1968 | 1975 | 1982 | 1990 | 1999 | 2009 |
| ---- | ---- | ---- | ---- | ---- | ---- | ---- |
| -    | -    | -    | -    | -    | -    | -    |